# La Houssoye
La Houssoye és un municipi francès, situat al departament de l'Oise i a la regió dels Alts de França. L'any 2007 tenia 616 habitants.

## Demografia

### Població
El 2007 la població de fet de La Houssoye era de 616 persones. Hi havia 197 famílies de les quals 30 eren unipersonals (13 homes vivint sols i 17 dones vivint soles), 50 parelles sense fills, 96 parelles amb fills i 21 famílies monoparentals amb fills.
La població ha evolucionat segons el següent gràfic:
Habitants censats

### Habitatges
El 2007 hi havia 234 habitatges, 204 eren l'habitatge principal de la família, 9 eren segones residències i 21 estaven desocupats. 215 eren cases i 17 eren apartaments. Dels 204 habitatges principals, 169 estaven ocupats pels seus propietaris, 32 estaven llogats i ocupats pels llogaters i 2 estaven cedits a títol gratuït; 2 tenien una cambra, 7 en tenien dues, 25 en tenien tres, 61 en tenien quatre i 109 en tenien cinc o més. 170 habitatges disposaven pel capbaix d'una plaça de pàrquing. A 81 habitatges hi havia un automòbil i a 111 n'hi havia dos o més.

### Piràmide de població
La piràmide de població per edats i sexe el 2009 era:
| Homes | Edats   | Dones |
| ----- | ------- | ----- |
| 0     | 95 o +  | 0     |
| 0     | 90 a 94 | 0     |
| 0     | 85 a 89 | 0     |
| 0     | 80 a 84 | 4     |
| 8     | 75 a 79 | 4     |
| 8     | 70 a 74 | 8     |
| 12    | 65 a 69 | 8     |
| 4     | 60 a 64 | 4     |
| 12    | 55 a 59 | 4     |
| 8     | 50 a 54 | 8     |
| 16    | 45 a 49 | 20    |
| 36    | 40 a 44 | 16    |
| 40    | 35 a 39 | 48    |
| 24    | 30 a 34 | 32    |
| 20    | 25 a 29 | 20    |
| 16    | 20 a 24 | 12    |
| 29    | 15 a 19 | 32    |
| 32    | 10 a 14 | 32    |
| 40    | 5 a 9   | 28    |
| 28    | 0 a 4   | 24    |

## Economia
El 2007 la població en edat de treballar era de 441 persones, 348 eren actives i 93 eren inactives. De les 348 persones actives 297 estaven ocupades (173 homes i 124 dones) i 51 estaven aturades (20 homes i 31 dones). De les 93 persones inactives 25 estaven jubilades, 39 estaven estudiant i 29 estaven classificades com a «altres inactius».

### Ingressos
El 2009 a La Houssoye hi havia 201 unitats fiscals que integraven 588,5 persones, la mediana anual d'ingressos fiscals per persona era de 17.445 €.

### Activitats econòmiques
Dels 26 establiments que hi havia el 2007, 6 eren d'empreses de construcció, 6 d'empreses de comerç i reparació d'automòbils, 2 d'empreses de transport, 2 d'empreses d'hostatgeria i restauració, 2 d'empreses d'informació i comunicació, 2 d'empreses financeres, 2 d'empreses immobiliàries i 4 d'empreses de serveis.
Dels 11 establiments de servei als particulars que hi havia el 2009, 2 eren tallers de reparació d'automòbils i de material agrícola, 1 guixaire pintor, 4 fusteries, 1 empresa de construcció, 2 restaurants i 1 agència immobiliària.
L'any 2000 a La Houssoye hi havia 3 explotacions agrícoles.

## Equipaments sanitaris i escolars
El 2009 hi havia una escola elemental integrada dins d'un grup escolar amb les comunes properes formant una escola dispersa.

## Poblacions més properes
El següent diagrama mostra les poblacions més properes.